# Nordatlantische Oszillation

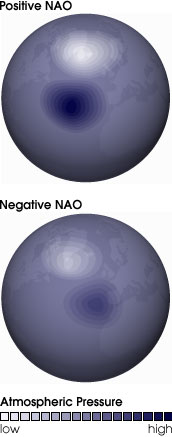
Die nordatlantische Oszillation zwischen jeweils schwachem und kräftigem Islandtief und Azorenhoch

Unter der Nordatlantischen Oszillation (NAO) versteht man in der Meteorologie die Schwankung des Druckverhältnisses zwischen dem Islandtief im Norden und dem Azorenhoch im Süden über dem Nordatlantik.

## Grundlagen
Geprägt wurde dieser Begriff erstmals 1923 von Sir Gilbert Walker.
Ein internationales Team um Thomas Felis und Gerrit Lohmann vom DFG-Forschungszentrum Ozeanränder der Universität Bremen hat anhand von Korallen-Untersuchungen nachgewiesen, dass das Klimaduo Islandtief–Azorenhoch bereits während der bisher letzten Warmzeit vor 122.000 Jahren das Wetter Zentraleuropas und des Nahen Ostens bestimmt hat.

### NAO-Index

Der Winter-NAO-Index seit 1824

Rekonstruktion der Jahre 1069–1969

Die NAO ist definiert als ein dimensionsloser Index. Dieser Index korreliert mit der Stärke der Westwinde über dem Nordatlantik, der Sturmintensität und -region über dem Nordatlantik und dem Niederschlag in Eurasien. Damit spielt die NAO eine entscheidende Rolle im kontinentaleuropäischen Wetter und Klima.
Der NAO-Index basiert üblicherweise auf der Differenz der standardisierten Luftdruck-Anomalien zwischen Lissabon, Gibraltar oder Ponta Delgada (Azoren) und Reykjavík (Island).
Moderne Varianten beruhen auf numerischen Wettermodellen und berücksichtigen die Gesamtklimasituation. Dabei wird das langjährige Monatsmittel der 500-hPa-Höhenanomalie im Atlantikraum ab 20° nördlicher Breite bis zum Nordpol gebildet, eine statistische Hauptkomponentenanalyse für die mittlere Lage der Luftmassen durchgeführt (Emperical Orthogonal Function, EOF und Rotated Principal Component Analysis, RPCA), und darüber die Varianz ermittelt. Der NAO-Index ist die interpolierte mittlere tägliche Abweichung von diesem monatlichen Basiswert. Diese Methodik berücksichtigt auch die Einflüsse aller anderen bekannten Telekonnektionsmuster.

### Phasen der NAO
Wie alle Strömungen lässt sich auch die NAO in mehrere Phasen einteilen:
- positiv: Bei einem positiven NAO-Index sind die Aktionszentren, sowohl Azorenhoch als auch Islandtief, gut ausgebildet. Dies führt in den meisten Fällen zu einer starken Westwinddrift und schnell wechselnden Großwetterlagen.
- neutral – hierbei sind zwei Fälle zu unterscheiden:
  - entweder mäßige Entwicklung beider Aktionszentren mit Durchschnittswettergeschehen
  - oder ein starkes Azorenhoch und schwaches Islandtief oder umgekehrt. Dadurch kommt es zu abnormen Verlagerungen der klimatischen Einflüsse nach Norden respektive Süden.
- negativ: Bei einem negativen NAO-Index sind sowohl Azorenhoch wie Islandtief nur schwach ausgeprägt. Die Westwinddrift ist weitgehend „eingeschlafen“, es entstehen Blockierungen mit stabilen Wetterlagen (Schön- wie Schlechtwetter).
  - stark negativ (reversal): Hat das Azorenhoch den Platz des Islandtiefs eingenommen, und umgekehrt, so ist der NAO-Index stark negativ. Dies wird als High-over-Low-Lage bezeichnet.

Bei schnellem und starkem Umschlag des NAO-Index von positiv zu negativ wie auch umgekehrt entstehen durch die Dynamik der Aktionszentren und schnelle Verlagerung der Luftmassen ebenfalls vermehrt Extremwetter.

### Schwankungszeiträume

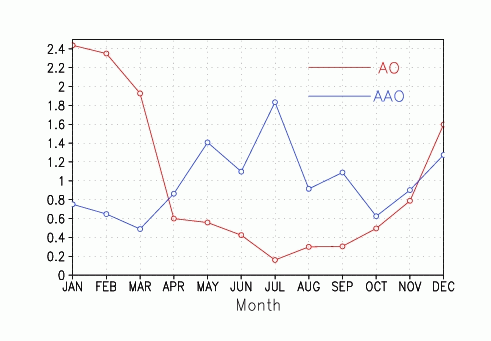
Varianz der monatlichen Basiswerte für NAO und AO (NOAA; 1950–2000)

Der NAO-Index ändert sich zeitlich stark. Anhand der statistischen Daten lassen sich verschiedene Typen von zeitlichen Änderungen ableiten.
Die Varianz der monatlichen NAO-Basis-Indizes ist im Spätwinter und Herbst klein (um 0,5), im Hochwinter neutral (um 1) und schwankt im Sommerhalbjahr stärker, mit Spitzen für Mai, Juli und September (zwischen 1 und 2). Das stellt die Stabilität der Wetterlagen dar.
Neben den kurzfristigen Schwankungen im Bereich einiger Tage (Wetterlagen) und der Jahreszeiten gibt es auch mehrjährige Perioden von 2 bis 5 Jahren (vielleicht der Quasi-zweijährigen Schwingung korreliert), und noch überlagerte periodische Schwankungen mit einem Rhythmus von 12 bis 15 Jahren (dekadische Oszillation) und etwa 70 Jahren (Atlantische Multidekaden-Oszillation, AMO).
Ändert sich der NAO-Index signifikant über Zeiträume von 30 Jahren und mehr, so ist auch das Klima in Europa betroffen.

## Folgen für Umwelt und Klima

Schema der Rossby-Wellen in der nördlichen Hemisphäre und der Jetstream bei stabilem Polarwirbel. Verschiebung warmer und kalter Luftmassen (Kaltlufttropfen).

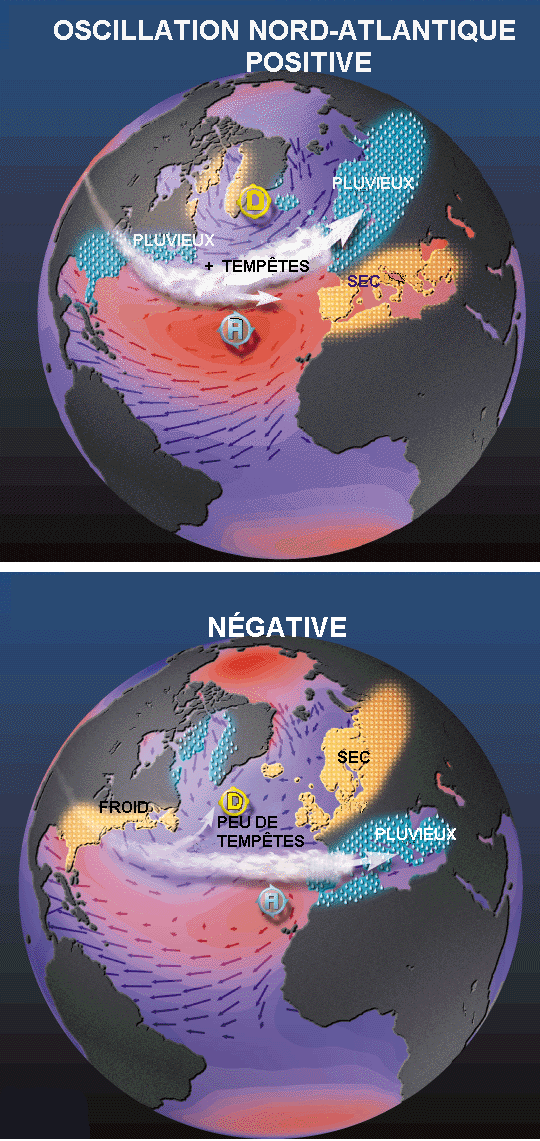
Veranschaulichung der Unterschiede zwischen positivem (oben) und negativem (unten) NAO-Index (Beschriftungen auf frz.)

Je nachdem, ob die NAO positiv oder negativ ist, ergeben sich unterschiedliche Folgen.

### Folgen einer positiven NAO
Atmosphäre:
- In Grönland bestimmt die Polarluft das Wetter, somit ist es besonders kalt und trocken.
- Die Westwinddrift führt milde und feuchte Luft (atlantische Luftmassen) nach Europa. Charakteristisch ist der mehrere Tage dauernde oft regelmäßige Wechsel von Schön- und Schlechtwetterphasen mit Durchzug der Fronten der Nordatlantiktiefs und Zwischenhochs.
- Der Jetstream, ein Windsystem, das mehrere Kilometer über dem Boden bei ungefähr 30° bis 60° nördlicher Breite um den Globus weht, wird von dem Islandtief so beeinflusst, dass die über dem Atlantik gebildeten Tiefdruckgebiete mit ihren starken Winden direkt Nordeuropa erreichen. Starke Niederschläge und milde Temperaturen sind in den gemäßigten Breiten Europas die Folge. In dieser Situation kann Mitteleuropa von Winterstürmen getroffen werden. Dies geschah beispielsweise 1999 (Anatol, Lothar, Martin).
- Währenddessen erreichen kalte Ausläufer des Russlandhochs häufig den Mittelmeerraum. Dementsprechend wird es dort kälter und trockener als gewöhnlich.
- Über Nordafrika verstärken sich die Passatwinde.

Ozean:
- Der Eisexport aus der Arktis scheint durch das kalte Wetter in Grönland größer als normal zu werden.
- Die Oberflächentemperatur zeigt eine dreipolige Struktur: Durch die kalten Winterstürme wird die Labradorsee besonders kalt, die Region des Golfstroms dagegen erwärmt sich, wenn der Golfstrom (und sein Ausläufer, der Nordatlantische Strom) mehr warmes Wasser nordwärts transportiert.
- Die verstärkten Passatwinde führen zu einer Abkühlung des äquatorialen Atlantiks durch verstärkten Auftrieb aus dem tieferen Ozean.

Biologische Prozesse:
- In Skandinavien hat die Flora und Fauna ca. 20 Tage mehr Zeit zum Gedeihen, bis der Frost sich durchsetzt.
- In der Labradorsee kommt es durch das Absinken des kalten Oberflächenwassers zu einem Rückgang des Fischbestandes (vor allem Kabeljau und Dorsch).
- Die starken Passatwinde führen dazu, dass der Sand der Sahara weit auf den Atlantik hinaus weht. Nicht ganz geklärt ist der Einfluss dieses Staubs auf die Biologie im Ozean.
- Das von der afrikanischen Küste weggetriebene Oberflächenwasser wird durch nährstoffreicheres Tiefenwasser aus dem tieferen Ozean ersetzt, so dass es viel Fisch gibt, der den Fischern einen guten Fang beschert.

### Folgen einer negativen NAO
Atmosphäre:
- In Grönland wird es relativ warm, denn das schwache Tief kommt nicht gegen die warmen Luftströmungen vom amerikanischen Festland an.
- Durch einen schwächeren Luftdruckgegensatz sind die Westwinde über dem Atlantik schwächer. Sie erreichen kaum Nordeuropa, sondern eher den Mittelmeerraum. Es kann so in Mitteleuropa vermehrt zu Kaltlufteinbrüchen aus Nordosten kommen, die zu kalter Witterung führen, oder mit südwestlicher Höhenströmung zu subtropischem Einfluss und Wärme.
- Nordeuropa gerät im Winter verstärkt auch unter den Einfluss des Kälte-Hochs über Asien. Die Folge sind Wetterlagen mit niedrigen Temperaturen und wenig Niederschlag. Bei stark negativem Index dringen diese über Russland bis weit nach Mitteleuropa vor und bringen im Sommer Hitze, im Winter Kälte nach Zentraleuropa.
- Die abgeschwächte Westwinddrift verlagert sich südwärts und führt im Mittelmeerraum zu feuchterem Wetter.
- Es entstehen atmosphärische Blockierungen mit langandauernden Großwetterlagen, bis zu Hitze- oder Kältewellen.

Ozean:
- Die Eismassen in der Arktis scheinen sich zurückzuziehen, genauso wie die Gletscher auf Grönland. Dies geschieht aber deutlich langsamer als die NAO schwankt.
- Die dreiteilige Struktur im Nordatlantik hat sich umgedreht: Die wärmere Festlandsluft in der Labradorsee sorgt dafür, dass diese Gegend wärmer wird. Vor der Ostküste der USA bleibt es eher kühl, weil der jetzt schwächere Golfstrom weniger warmes Wasser nach Norden schaufelt.
- Die Passatwinde entlang des Äquators sind schwächer, so dass die Abkühlung dort geringer wird.

Biologische Prozesse:
- Das kältere Wasser im Bereich des Golfstroms lässt dort den Bestand an Muscheln wachsen.
- In der Labradorsee steigen die Fischbestände durch höhere Temperaturen an.
- Erhöhter Niederschlag im Mittelmeerraum begünstigt Weintrauben- und Olivenernten.

### Die NAO als Einflussfaktor für den Tiefenwassertransport
Der im Nordatlantik sowohl in der Labradorsee als auch im Europäischen Nordmeer stattfindende vertikale Wasseraustausch wird maßgeblich durch Schwankungen der NAO beeinflusst. Durch die in den letzten beiden Jahrzehnten überwiegend positiven NAO-Lagen ist es zu einer verstärkten Tiefenwasserbildung im Nordwestatlantik gekommen. Diese ist mit den verhältnismäßig kalten Wintertemperaturen korreliert, die aufgrund der positiven NAO-Lage an der Ostküste Kanadas auftreten. Dabei trägt die konvektive Erneuerung mittlerer und tiefer Wasserschichten der Labradorsee zur Produktion und Transport des Nordatlantischen Tiefenwassers bei und hält so die weltweite thermohaline Zirkulation in Gang. Die Intensität der im Nordatlantik stattfindenden Konvektionsströme wird dabei weniger durch jahreszeitliche als durch Schwankungen der NAO, die sich über Jahrzehnte erstrecken, beeinflusst. So ist die in der Labradorsee stattfindende Konvektion in den späten 1960er-Jahren wesentlich schwächer und somit flacher ausgeprägt gewesen, als es heute  der Fall ist. Seitdem ist das Wasser der Labradorsee um einiges kälter und salzärmer geworden, mit stark zugenommenen Konvektionsströmen bis in über 2300 Meter Tiefe. Dagegen wird die Konvektion im Europäischen Nordmeer in den letzten Jahren eher unterdrückt und zeichnet sich durch wärmere und salzreichere Tiefengewässer aus.

### Fernwirkungen

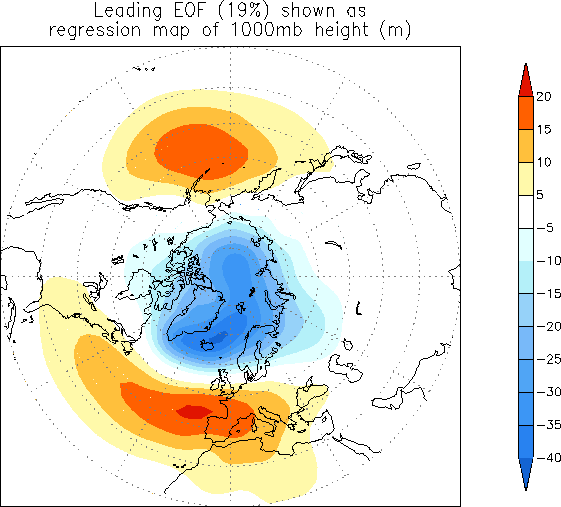
Lage der mittleren Hauptkomponenten der Arktischen Oszillation (blau: Tief, rot: Hoch), Mittel 1979–2000: Nordpazifikhoch/Aleuten, Polarwirbel/Island, Azorenhoch/Biskaya

Die Nordatlantische Oszillation und die Arktische Oszillation (AO) sind räumlich sehr ähnlich und können deshalb nicht getrennt betrachtet werden, wobei die AO umfassender bis über den Nordpol in den Nordpazifik reicht. Der AO-Index beschreibt tendenziell primär das Verhältnis von Azorenhoch zu Islandtief, der NAO-Index die Intensität beider Aktionszentren im Vergleich zum Standarddruck.
Es scheint ein Zusammenhang zwischen der NAO und der Pacific Decadal Oscillation (PDO) zu bestehen. Dekaden mit hohem winterlichem NAO-Index fallen mit Dekaden mit hohem PDO-Index zusammen. Dies bedeutet, dass in den Jahrzehnten mit vielen La-Niña-Ereignissen mit strengen Wintern in Europa zu rechnen ist. Der Zeitraum von 1945 bis 1970 stützt diese These. Ob es eine mögliche Ursache gibt (Telekonnektion über den Nordpol und die amerikanischen Landmassen im Zuge der Westwinddrift), die beide Oszillationen entscheidend beeinflussen kann, bleibt noch zu untersuchen.
Wichtig ist jedoch, dass die Südliche Oszillation (SO) keinen direkten Einfluss auf die NAO zu haben scheint. Untersuchungen der Korrelation zwischen dem Winter in Europa und der SO zeigen, dass der SO nur Temperaturänderungen unter 1/10 °C anzurechnen sind. Im Sommer ist dies noch weit geringer. Die SO ist somit eher ein großer Verwandter der NAO, respektive vielleicht eine durch die Tropen abgekoppelte Folge des pazifischen Wettermotors.
Man nimmt heute aber an, dass die Zyklen der El Niño/La Niña-Ereignisse (El Niño-Southern Oscillation, ENSO) diejenigen der NAO beeinflussen. Dabei sind Nord- wie Südhalbkugel von der ENSO betroffen. Daher gilt nach derzeitigem Forschungsstand die ENSO als fundamentaler „Wettermotor“.

## Medien
- Azorenhoch & Islandtief. Reihe Universum. Kurt Mayer (Buch), Dieter Pochlatko (Produzent), Andreas Jäger (Moderation), Kurt Adametz (Musik); ORF, o. D. (shop.orf.at)